# AES (企業)
株式会社AESは、かつて存在したIT分野の人材開発事業を手掛けるキヤノングループ企業である。タイム24ビルに本社と研修施設（ICTラーニングセンター）を構えていた。2012年1月1日、同じキヤノングループのキヤノンビズアテンダ株式会社に吸収合併された。

## 行っていた主な事業
- ITSS研修：ITスキル標準に基づいたスキル診断サービス、ならびに研修。
- ETSS研修：組込みスキル標準に基づいた研修。 形式手法 （CSPモデル）を用いた組込みソフトウエアの技術者育成研修。
- 業界・業種知識研修：製造／金融／流通の各業種知識の研修、および財務管理／生産管理・販売管理／内部統制／ISOなどの業務知識研修。
- e-Learning：ITSS、ETSS、ビジネススキル等の研修、MOT（技術経営）基礎講座。